# المغاربة في الولايات المتحدة
المغاربة الأمريكيون هم الأميركيين من أصلٍ مغربي، أو الأشخاص الذين يحملون الجنسية المزدوجة المغربية والأمريكية.

## تاريخ الهجرة
كان الوجود المغربي في الولايات المتحدة نادراً حتى منتصف القرن العشرين. من المحتمل أن يكون أول شمال أفريقي جاء إلى الولايات المتحدة الحالية هو إستيبانيكو أزموري (ويسمى أيضًا إستيفانيكو)، وهو مسلم مغربي من أصل كناوة. [بحاجة لمصدر] ، وهو الذي شارك في رحلة بانفيلو دي نارفايز المشؤومة لاستعمار فلوريدا وساحل الخليج عام 1527. ولم ينجو إلا الأزموري وثلاثة من رفاقه فقط خلال أحد عشر عامًا، قطعوا خلالها رحلة 5000 ميل من فلوريدا إلى تكساس. في عام 1534، عبروا الجنوب من الولايات المتحدة حتى أريزونا، وكانوا أيضًا، في وقت لاحق، واحدًا من أربعة رجال الذين رافقوا ماركوس دي نيزا كدليل للبحث عن المدن السبع الأسطورية في سيبولا، قبل رحلة كورونادو. وهو كذلك أول مستكشف دخل قرية هندية.
أول يهودي أمريكي يخدم في مجلس الشيوخ كان ديفيد ليفي يولي، الذي كان سيناتور فلوريدا الأول، وخدم ما بين1845-1851 ومرة أخرى 1855-1861.
من الممكن أيضًا أن بعض أمريكيين الجنوبيين أحفاد اليهود السفارديم الذين بنحدرون من أصول مغربية هاجروا إلى الولايات المتحدة في أوائل القرن العشرين، بعد تراجع صناعة المطاط في أمريكا الجنوبية في عام 1910، الصناعة التي كانت عائلاتهم تعمل بها لأجيال. بعد الحرب العالمية الثانية، هاجرت بعض مجموعات اليهود السفارديم من المغرب إلى الولايات المتحدة هربًا من الفقر في شمال إفريقيا. استقر معظمهم في المجتمعات اليهودية السفاردية التي تم إنشاؤها سابقًا من إسبانيا أو تركيا أو البلقان. بعد الاستقلال المغربي عام 1956، غادر العديد من أفضل الباحثين الشباب من أجل الدراسة في الجامعات الأمريكية، وانضموا إلى الكليات العلمية. لكن المغاربة العرب لم يصلوا إلى الولايات المتحدة بأعداد كبيرة حتى أواخر السبعينيات من القرن العشرين.
خلال الثمانينيات والتسعينيات من القرن العشرين، دخل العديد من المغاربة الولايات المتحدة للإلتحاق بالكليات والجامعات وكليات الدراسات العليا وكليات الطب. هاجر بعض المغاربة إلى الولايات المتحدة بحثا عن عمل وافتتاح متاجر ومطاعم صغيرة لبيع التجزئة.

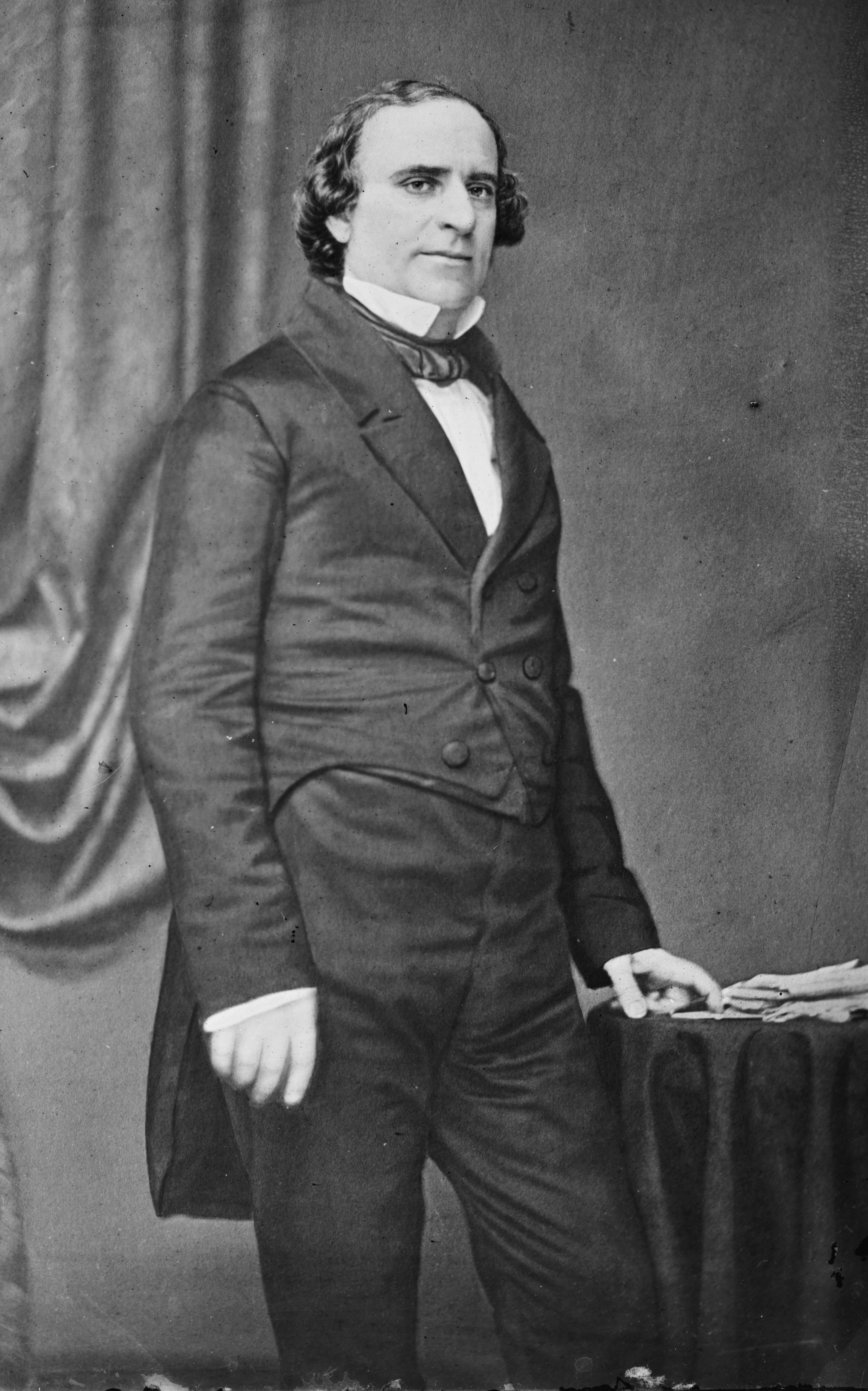
ديفيد ليفي يولي ، عضو مجلس الشيوخ الأمريكي من أصل مغربي

لم يشمل تعداد الولايات المتحدة لعام 1990 سوى 21,529 مغربيًا مولودًا في الخارج يقيمون في الولايات المتحدة. وأدرج 15,004 شخص للتعداد معلنين أن أجدادهم من الدرجة الأولى مغاربة، في حين أعلن 4,074 أن أجدادهم من الدرجة الثانية مغاربة، وفي عام 1990 كان هناك حوالي 15,000 أمريكي مغربي، معظمهم في مدينة نيويورك.
في أواخر التسعينيات، عانى المغرب من المشاكل النموذجية للدول النامية: ارتفاع الإنفاق الحكومي والتضخم، والديون الخارجية الضخمة، والولوج المحدود لرعاية الصحية، وقلة السكن وظروف المعيشة، وارتفاع معدلات البطالة، بحيت شهد المغرب نسبة بطالة تتراوح بين 16 و 20 بالمائة. بدأ المواطنون المغاربة في الهجرة خلال هذه الفترة للتخفيف من ارتفاع معدل البطالة. حاول معظم المهاجرين دخول فرنسا وإيطاليا وإسبانيا. ولكن بحلول نهاية التسعينات، بدأ الاتحاد الأوروبي في تقليص تأشيرات الدخول لشمال إفريقيا ومنع المهاجرين غير الشرعيين من دخول أوروبا. تمكن المغاربة الذين لديهم مستويات أعلى من المهارات الوظيفية من التفكير في الهجرة إلى الولايات المتحدة. [بحاجة لمصدر] للهروب من معدل البطالة المرتفع في بلادهم، كان المغاربة الذين هاجروا إلى الولايات المتحدة يتمتعون عادةً بتعليم عالي ومهارات وظيفية أفضل.
اعتبارًا من تعداد الولايات المتحدة لعام 2000 ، ذكر 38,923 أمريكيًا أنهم من أصل مغربي، حيت وصل حوالي نصف المهاجرين المغاربة خلال عام 2000 أو بعده، وهي نسبة أعلى مما هو موجود بين المهاجرين الأمريكيين بشكل عام، ومعظمهم مواطنون أمريكيون. اعتبارًا من عام 2009، هاجر 27,000 مغربي (حوالي 70٪ من الجالية الأمريكية المغربية بأكملها) بين عامي 1992 و 2002، وينحدر معظم المغاربة الأمريكيين في مناطق حضرية كبيرة. بحلول عام 2015، كان هناك ما يقرب من 84,000 مهاجر مغربي وأطفالهم (الجيل الأول والثاني) يعيشون في الولايات المتحدة.
بحسب الولاية، يقيم معظم المهاجرين المغاربة في نيويورك وفلوريدا وماساتشوستس. لكل ولاية من هذه الولايات ما بين 5,000 و 10,000 مهاجر مغربي. تضم منطقة مترو مدينة نيويورك أكبر عدد من المهاجرين المغاربة، مع ما يقرب من 11,000. مناطق المترو الأخرى التي فيها عدد كبير من المهاجرين المغاربة هي بوسطن وواشنطن العاصمة ولوس أنجلوس وميامي وأورلاندو وشيكاغو وفيلادلفيا وهيوستن وتامبا.

## اللباس التقليدي
القبعة التقليدية للرجال المغاربة تسمى فاس، وهي قبعة حمراء محبوكة ذات غطاء مسطح وشرابة. الطربوش شائع في جميع أنحاء العالم الإسلامي ولكن يعتقد أن أصله من المغرب. ويشار إليه أيضًا بالطربوش والشيشية والفاسي.
في السنوات الماضية، كانت النساء المغربيات يرتدين ملابس تقليدية، وفي بعض المدن، قامت النساء بتغطية وجوههن في الأماكن العامة، بطريقة مماثلة لبلدان إسلامية أخرى. ومع ذلك، في الخمسينيات، بدأت هذه العادة تختفي تدريجياً في المناطق الحضرية من البلاد.

## ديناميكية العائلة
نشأت ديناميكيات الأسرة من الثقافة الأبوية. تميل العائلات إلى أن تكون كبيرة بحيت يكون لها ذرية أكبر. من بين العائلات المغربية الأمريكية، تعمل العديد من النساء خارج المنزل ويوازن حياتهن المهنية مع الالتزاماتهن العائلية. على الرغم من أن المرأة تميل إلى دخول المهن «الأنثوية» التقليدية، مثل التدريس، إلا أن الأعداد المتزايدة تتدرب في مجالات أكثر تنافسية، مثل علوم الكمبيوتر أو الأعمال.

## إعلام المغاربة الأمريكيون
طنجيس هي مجلة مغربية أمريكية تسلط الضوء على الاهتمامات الثقافية والأفكار وقضايا المغاربة الأمريكيين، وتعمل كذلك ضد التحيز والانقسامات الثقافية، وبناء وتوسيع الجسور بين الولايات المتحدة والمغرب.